# دانيال خورخي
دانيال خورخي (بالإسبانية: Daniel Jorge)‏ هو مجدف أوروغواياني، ولد في 26 مايو 1959.

## وصلات خارجية
- دانيال خورخي على موقع الاتحاد الدولي للتجديف (الإنجليزية)
- دانيال خورخي على موقع اللجنة الأولمبية الدولية (الإنجليزية)
- دانيال خورخي على موقع أوليمبيديا (الإنجليزية)